# Supercoppa spagnola 2016 (pallavolo femminile)
La Supercoppa spagnola 2016 si è svolta il 16 ottobre 2016: al torneo hanno partecipato due squadre di club spagnole e la vittoria finale è andata per la prima volta all'Haris.

## Regolamento
Le squadre hanno disputato una gara unica.

## Squadre partecipanti
| Squadra | Qualificazione                                            | Ultima partecipazione    |
| ------- | --------------------------------------------------------- | ------------------------ |
| Haris   | Finalista Superliga 2015-16                               | Debutto                  |
| Logroño | Vincitrice Superliga 2015-16 e Coppa della Regina 2015-16 | Supercoppa spagnola 2015 |

## Torneo
| 16 ottobre 2016 Centro Deportivo Montañas de Taco, San Cristóbal de La Laguna Durata: 2h:06 - Spettatori: 500 | Haris | 3 - 1 | Logroño | 25-21, 21-25, 26-24, 25-23 |